# كبريتات الفضة
 كبريتات الفضة مركب كيميائي له الصيغة Ag2SO4 ، ويكون على شكل بلورات عديمة اللون .

## الخواص
- مركب كبريتات الفضة ضعيف الانحلال في الماء، لكنه ينحل بسهولة في حمض الكبريتيك الممدد.
- يتبلور مركب كبريتات الفضة الهيدروجينية AgHSO4 من محاليل كبريتات الفضة في حمض الكبريتيك.
- يمكن أن يشكل كبريتات مزدوجة مع كبريتات الألومنيوم (أملاح الشبة) AgAl(SO4)2.12H2O، تكون البنية البلورية عبارة عن ثماني وجوه.

## التحضير
- يحضر مركب كبريتات الفضة من تفاعل مسحوق الفضة مع حمض الكبريتيك المركز، أو من تفاعل نترات الفضة مع محلول كبريتات فلز قلوي حسب المعادلة العامة:

2Ag+(aq) + SO42-(aq) → Ag2SO4 ↓

## الاستخدامات
- يمكن أن يحصل على فلز الفضة من اختزال كبريتات الفضة بالزنك أو النحاس أو الهيدروجين أو الكربون.